# Чичестер, Дермот, 7-й маркиз Донегол
Достопочтенный Дермот Ричард Клод Чичестер, 7-й маркиз Донегол (англ. Dermot Chichester, 7th Marquess of Donegall; 18 апреля 1916 — 19 апреля 2007) — британский аристократ, военный, землевладелец и член Палаты лордов. Он был известен как Достопочтенный Дермот Чичестер с 1924 по 1953 год и как барон Темплмор с 1953 по 1975 год. Лорд Донегол обычно был известен своей семье и друзьям как Дерми Донегол.

## Биография
Родился 18 апреля 1916 года. Второй сын Артура Клода Спенсера Чичестера, 4-го барона Темплмора (1880—1953), и Достопочтенной Клэр Мэриел Уингфилд (1886—1969), дочери Мервина Уингфилда, 7-го виконта Пауэрскорта, и леди Джулии Кокс. Братья — майор достопочтенный Артур Патрик Спенсер Чичестер (1914—1942) и майор лорд Десмонд Клайв Чичестер (1920—2000).
2 октября 1953 года после смерти своего отца Дермот Чичестер унаследовал титул 5-го барона Темплмора. Он получил образование в школе Хэрроу и Королевском военном колледже в Сандхерсте.
Во время Второй мировой войны он служил капитаном в 7-м королевском гусарском полку в Египте. Он числился пропавшим без вести в бою и считался убитым, но был захвачен в плен в Ливии в ноябре 1942 года во время Североафриканской кампании. Он оставался военнопленным в Италии до побега в июне 1944 года. В том же году он получил звание майора и уволился из британской армии в 1949 году, но несколько лет служил в Лестерширском йоменском полку.
Его старший брат Артур Чичестер, убитый в 1942 году на службе в гвардии Колдстрима, Чичестер сменил своего отца на посту 5-го барона Темплмора в 1953 году. 24 мая 1975 года он также сменил своего дальнего кузена, Эдварда Чичестера, 6-го маркиза Донегола (1903—1975), став 7-м маркизом Донеголом, будучи потомком 1-го барона Темплмора, внука Артура Чичестера, 1-го маркиза Донегола. Он также унаследовал другие титулы и был лордом верховным адмиралом Лох-Ней.
Лорд Донегол стал членом Почетного Корпуса вооруженных джентльменов в 1966 году и был его знаменосцем с 1984 по 1986 год. Ему был пожалован Королевский Викторианский орден в 1986 году, он в течение многих лет был активным членом Консервативного клуба понедельника. В 1981 году он стал великим мастером Великой ложи Ирландии, этот пост он занимал до 1992 года. Лорд Донегол также служил мастером собак Уэксфорда. Он разводил лошадей, в том числе Прокламацию, победителя чемпионата Панчестауна по бегу с препятствиями в 1989 году, и Данброди Миллара, обладателя трофея Топхэма в Эйнтри в 2007 году.

## Семья
16 сентября 1946 года Дермот Чичестер женился на леди Джоселин Габриэль Легг (22 мая 1918 — 19 июня 1995), дочери подполковника Уильяма Легга, 7-го графа Дармута (1881—1958), и леди Руперты Уинн-Карингтон (1883—1963). У супругов были один сын и две дочери:
- Леди Дженнифер Эвелин Чичестер (3 апреля 1949 — 12 марта 2013), муж с 1971 года Джон Роберт Генри Фаулер (1946—2008), сын бригадного генерала Брайана Джона Фаулера. Двое сыновей
- Артур Патрик Чичестер, 8-й маркиз Донегол (род. 9 мая 1952), преемник отца. С 1975 по 2007 год он носил титул учтивости — граф Белфаст.
- Леди Джульетта Клэр Чичестер (род. 2 ноября 1954), муж с 1983 года Эндрю Дэвид Фрейзер, от брака с которым у неё двое детей.

Маркиз жил в семейном доме Данброди-Парк в Артурстауне на юго-западе графства Уэксфорд.